# Береговой (Самарская область)
Береговой — поселок в Шигонском районе Самарской области. Административный центр сельского поселения Береговой.

## История
В 30-х годах XX века был образован «Новодевиченский конесовхоз № 66 им. Буденного», занимавшийся разведением лошадей и мулов. Недалеко от центральной усадьбы совхоза вырос посёлок, получивший название «Новодевиченский совхоз». В 1973 г. Указом Президиума ВС РСФСР поселок центральной усадьбы совхоза «Новодевиченский» был переименован в посёлок Береговой.

## Транспортная доступность
Ближайшая железнодорожная станция — железнодорожный разъезд «Тукшум» линии Ульяновск-Сызрань-Саратов, Куйбышевской железной дороги.
Через посёлок проходит межмуниципальная автомобильная дорога общего пользования Сызрань-Шигоны-Усолье.

## Население
| 2010 |
| ---- |
| 615  |